# Furien
Furien (originaltitel: Furies) är en fransk actiondramaserie som hade premiär på strömningstjänsten Netflix den 1 mars 2024. Serien är skapad av Jean-Yves Arnaud och Yoann Legave. Första säsongen består av åtta avsnitt.

## Handling
Serien utspelar sig i Paris undre värld och kretsar kring en ung kvinna som vill hämnas sin fars död när stöter hon på Furien.

## Rollista i urval
- Lina El Arabi - Lyna
- Marina Foïs - Selma
- Mathieu Kassovitz - Driss
- Steve Tientcheu - Le Fixeur
- Quentin Faure - Le Boueux
- Jeremy Nadeau - Elie
- Sandor Funtek - Orso